# Homo sovieticus
Homo sovieticus (em latim: "Homem soviético", em russo: Хомо советикус) é um termo que refere-se de forma crítica ao estereótipo das pessoas medianas da antiga URSS (e do bloco do Leste em geral), que teriam certos esquemas mentais e socioeconômicos específicos, derivados da doutrinação e da própria cultura política dos governos comunistas do denominado "socialismo real", estabelecidos na antiga URSS e na Europa oriental durante várias décadas do século XX.  

## Origem
Este termo foi popularizado pelo conhecido escritor e sociólogo Aleksandr Zinovyev, autor do livro Homo sovieticus. Um termo similar em russo coloquial é sovok (literalmente, pá) (совок, plural: sovki, совки) que é derivado de "soviete" (literalmente, conselho).
Michel Heller afirma que o termo foi cunhado na introdução da monografia de 1974, Sovetskye lyudi ("povo soviético") para descrever o próximo nível da evolução humana alcançado graças ao sucesso do experimento social marxista (ver: Engenharia social).
No livro publicado em 1981, disponível desde os anos 1970 através do sistema de burla de censura samizdat, Zinovyev também cunhou a abreviatura homosos (гомосос).

## Características gerais
A ideia de que o sistema soviético criaria um novo tipo melhor de povo soviético foi postulada pela primeira vez pelos defensores do sistema, o chamado "novo homem soviético". Homo sovieticus, no entanto, era um termo com conotação negativa, inventado por adversários para descrever o que estes afirmavam ser o resultado real das políticas soviéticas. De muitas formas, isso significava o oposto do novo homem soviético, alguém caracterizado pelo seguinte:
- Indiferença pelos resultados de seu próprio trabalho e baixa produtividade no mesmo, expressas na famosa piada soviética: "Eles (burocratas e políticos) fingem pagar-nos e nós fingimos que trabalhamos."

- Falta de iniciativa e evitar tomar qualquer responsabilidade individual sobre qualquer coisa. Jerzy Turowicz escreveu: "este é um indivíduo escravizado, incapacitado, privado de iniciativa, incapaz de pensar criticamente, ele espera (e exige) que tudo seja fornecido pelo Estado, ele não pode e não quer tomar seu destino em suas próprias mãos".[4][5]

- Indiferença para com a propriedade comum no local de trabalho, tanto para uso pessoal quanto para o lucro.[6] A frase de uma música popular, "Tudo que pertence ao kolkhoz, pertence a mim" (всё теперь колхозное, всё теперь моё / Vsyo teperь kolkhoznoe, Vsyo teperь moyo), significando que as pessoas em fazendas coletivas consideravam-se donas de todos os bens comuns, às vezes era usada ironicamente, para se referir a casos de pequenos furtos.

- As restrições ao turismo no exterior e a censura soviética rigorosa aos meios de comunicação (assim como a abundância de propaganda) com o objetivo de isolar o povo soviético da influência ocidental. Existiam "listas de proibição" não públicas de artistas e bandas ocidentais, que, para além dos critérios usuais de não conformidade com os valores fundamentais soviéticos, foram acrescentados à lista por razões bastante peculiares; um exemplo disso sendo a banda irlandesa U2, cujo nome assemelhava-se ao Lockheed U-2, um avião de reconhecimento estadounidense de grandes altitudes. Como resultado, a "exótica" cultura popular ocidental tornou-se mais interessante precisamente por ser proibida. Devido à exposição limitada, artistas considerados de menor expressão no Ocidente eram supervalorizados na esfera soviética. Funcionários soviéticos chamavam este fascínio "idolatria ocidental"/"idolatria do Ocidente" (идолопоклонничество перед Западом / idolopoklonnichestvo Pered Zapadom).

- Obediência ou aceitação passiva a tudo o que é imposto pelo governo (ver: autoritarismo).

- Na opinião de um ex-embaixador dos EUA no Cazaquistão, uma tendência a beber muito: "[o ministro da defesa cazaque] parece apreciar liberar-se no verdadeiro estilo Homo sovieticus, isto é, bebendo até um estado de estupor."[7]

- De acordo com Leszek Kołakowski, a publicação de propaganda A História do Partido Comunista da União Soviética (Bolcheviques) (Краткий курс истории ВКП(б) foi fundamental na formação das características (sociais e mentais) do Homo Sovieticus como um "livro de falsa memória e duplipensar". Ao longo de anos, os soviéticos foram forçados a repetir continuamente e aceitar as constantes mudanças nas edições do "curso curto", como este livro era conhecido, com cada edição apresentando uma versão ligeiramente diferente dos acontecimentos passados. Isto levou inevitavelmente à formação de "um novo homem soviético: ideológicamente esquizofrênico, "mentiroso honesto", sempre pronto para automutilações mentais constantes e voluntárias".[8]